# Tragedia de Cromañón
La Masacre de Cromañón fue un incendio en la noche del 30 de diciembre de 2004 en República Cromañón, local en el barrio de Once de la ciudad de Buenos Aires (Argentina), en el marco de un recital de la banda de rock Callejeros. Es la peor tragedia mundial en la historia del rock y una de las mayores tragedias no naturales en Argentina; dejó 194 muertos y 1432 heridos. Causó importantes cambios políticos y culturales. Los familiares de los fallecidos y los supervivientes conformaron un gran colectivo de movilización pública y demanda de justicia, por las muertes y los daños.
En lo político, la Legislatura de la Ciudad de Buenos Aires inició un juicio político para destituir al entonces jefe de Gobierno Aníbal Ibarra por considerarlo responsable político de la tragedia. El enjuiciamiento terminó con su destitución. Ibarra fue reemplazado por su vicejefe de Gobierno, Jorge Telerman.
En cuanto a lo cultural, la tragedia concienció a la sociedad sobre el estado de las discotecas y locales destinados a espectáculos musicales, además de que provocó fuertes replanteos acerca de prácticas habituales y símil futboleras, como el uso de bengalas y la búsqueda de juntar el máximo público posible. El Gobierno revisó el estado de las discotecas y otros locales, lo que provocó el cierre de un gran número de locales. La tragedia fue un evento de alto impacto en la historia del rock argentino; cerró una etapa y dio paso a la era pos-Cromañón del rock, donde las tendencias de géneros musicales, espacios de recitales, organización e infraestructura reflejaron los cambios a raíz del siniestro.

## Local
República Cromañón fue un establecimiento donde realizaban conciertos y eventos en Bartolomé Mitre 3060/3066/3070, del barrio de Balvanera de la ciudad de Buenos Aires. El local administrado por Omar Chabán, había sido inaugurado el 12 de abril de 2004 con un recital de la misma banda que tocaría el día del incendio: Callejeros.Chabán fue una figura muy importante para el desarrollo del rock argentino de finales del siglo XX, ya que dos lugares emblemáticos del under de la época, Café Einstein (que funcionó durante la primera mitad de los años ochenta) y Cemento, eran de su propiedad.

En todas estas semanas de autocríticas más o menos reflexivas, el mundo del rock se olvidó de mencionar que los antros de Chabán representaban, en efecto, una especie de alternativa al circuito de espacios civilizados que creció en los últimos tres o cuatro años: Obras concesionado por [la empresa] Pop Art, El Teatro, La Trastienda, etcétera. Esa falta de control que prevalecía en Cromañón y Cemento, de algún modo, les permitía a los artistas imponer sus reglas: por ejemplo, la contratación de patovicas que no maltrataran a la gente.
«Las bandas nos sentíamos cómodas en Cemento y en Cromañón. No reparábamos en otras cosas ―dice Toti, de Jóvenes Pordioseros―. Antes había que pasar por Cemento para ser alguien en el under. Y ahora tenías que hacerte fuerte en Cromañón, es la verdad. ¿Por qué no lo dice nadie? Porque nadie quiere quedar pegado».
Pablo Plotkin, revista Rolling Stone

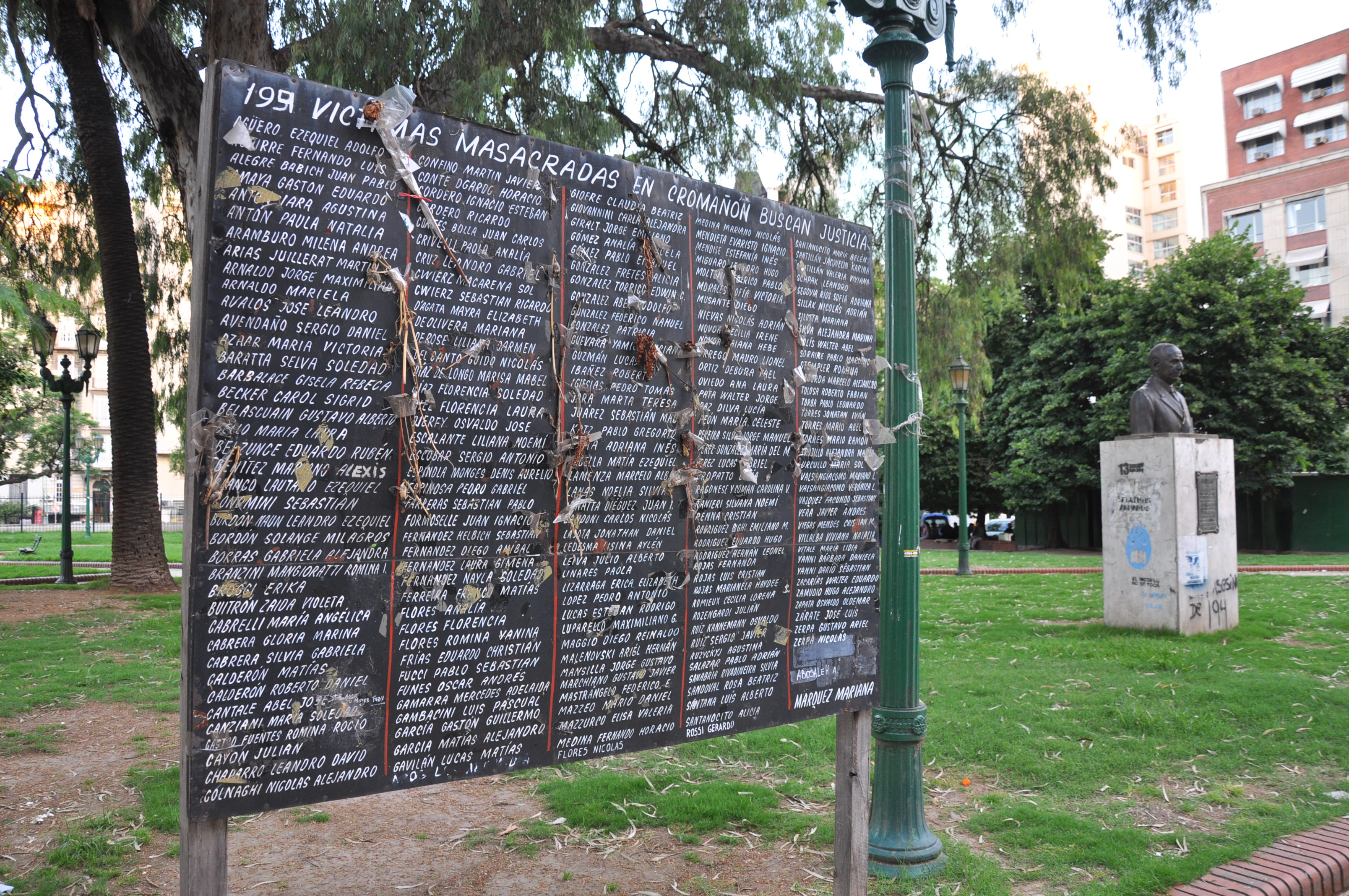
Monumento con los nombres de todas las víctimas de la Tragedia de Cromañón

La propiedad donde se encontraba República Cromañón no pertenecía a Chabán, sino a una empresa llamada Nueva Zarelux S. A., radicada en Montevideo. Debido a una investigación de la Inspección General de Justicia a pedido de la jueza a cargo de la causa, se descubrió que esta empresa había comprado este predio, y del Central Park Hotel en Jean Jaurés51, y a cuyo estacionamiento conducían dos de las salidas del local, en 1998 por 708.000 dólares a la empresa National Uranums Corp. Esta última, radicada en las Islas Vírgenes, lo había comprado en 1994 por 2,2 millones de dólares. Nueva Zarelux SRL fue creada el 4 de junio de 1984, y los socios fundadores son Herry Luis Vivas San Martín y María Dora Velázquez. Una investigación del diario Brecha de Uruguay entrevistó a Vivas, quien declaró que el Estudio Cukier&Cukier, radicado en Montevideo, le pagó para aparecer como socio en el estatuto. Vivas era un jubilado uruguayo que realiza trabajos de pintura y mantenimiento; Velázquez, una ama de casa. La empresa Lagarto SA era la propietaria y cedía la explotación a diferentes personas.De esta forma funcionaron República Cromañón y, antes, otro local de baile: El Reventón. Según la declaración de Rafael Levy, Chabán tenía un contrato de alquiler.Un testigo señaló a Levy como el verdadero propietario, por lo que fue citado a declarar y procesado por estrago doloso seguido de muerte,por lo que iría a juicio en 2010.

## Concierto
El 30 de diciembre de 2004 se presentaba en República Cromañón el grupo Callejeros, que ya había tocado en el local meses antes. La banda se había presentado los días 28 y 29 de diciembre, y éste era el último que cerraba sus tres días consecutivos.

"¿Se van a portar bien?, ¿¡Se van a portar bien!?. Estamos en condiciones de avanzar estimado baterola (baterista)."
Pato Fontanet al público asistente antes de comenzar el show.

### Comienzo del show e incendio (10:50 p.m.-12:00a.m.)
El incendio comenzó a las 22 horas con 50 minutos, mientras la banda tocaba el tema que inauguraba el show: Distinto, después de que uno de los asistentes al espectáculo encendiera un elemento de pirotecnia, cuyos proyectiles incandescentes impactaron en una media sombra en el techo ―una especie de tela de plástico inflamable―, a su vez apoyada sobre guata recubierta por planchas de poliuretano. Al notar el incendio, los espectadores comenzaron a salir, lo que no se realizó en forma normal, debido al corte de luz producido al comenzar el incendio, a que una de las salidas de emergencia se encontraba cerrada con candado y alambres, y a que los gases tóxicos producto de los materiales inflamables asfixiaron pronto a muchas personas.

### Víctimas fatales y búsqueda de sobrevivientes (12:10-10:00a.m.)
Casi todas las muertes se produjeron por la inhalación de diferentes gases (monóxido de carbono y ácido cianhídrico), excepto uno producido por una compresión torácico-abdominal. Muchos de los que lograron salir del lugar regresaron para rescatar a otras. Pese a sus esfuerzos, en el incendio y en los días siguientes murieron 194 personas y 1432 resultaron heridas; incluso familiares de integrantes de la banda. Fallecieron niños, y varios medios declararon que había una guardería en el servicio de mujeres, lo que fue desmentido por testigos. ya que el tamaño de este servicio, muy pequeño, imposibilitaba la supuesta guardería.
Durante el operativo de socorro participaron 46 ambulancias, encargadas de trasladar a las víctimas hacia alguno de los 24 hospitales públicos y 11 clínicas privadas. Las personas contratadas por los organizadores para brindar primeros auxilios no contaban con la preparación requerida, ya que no fueron contratados profesionales con el fin de ahorrar gastos.

## Secuelas  y desenlace de los sobrevivientes

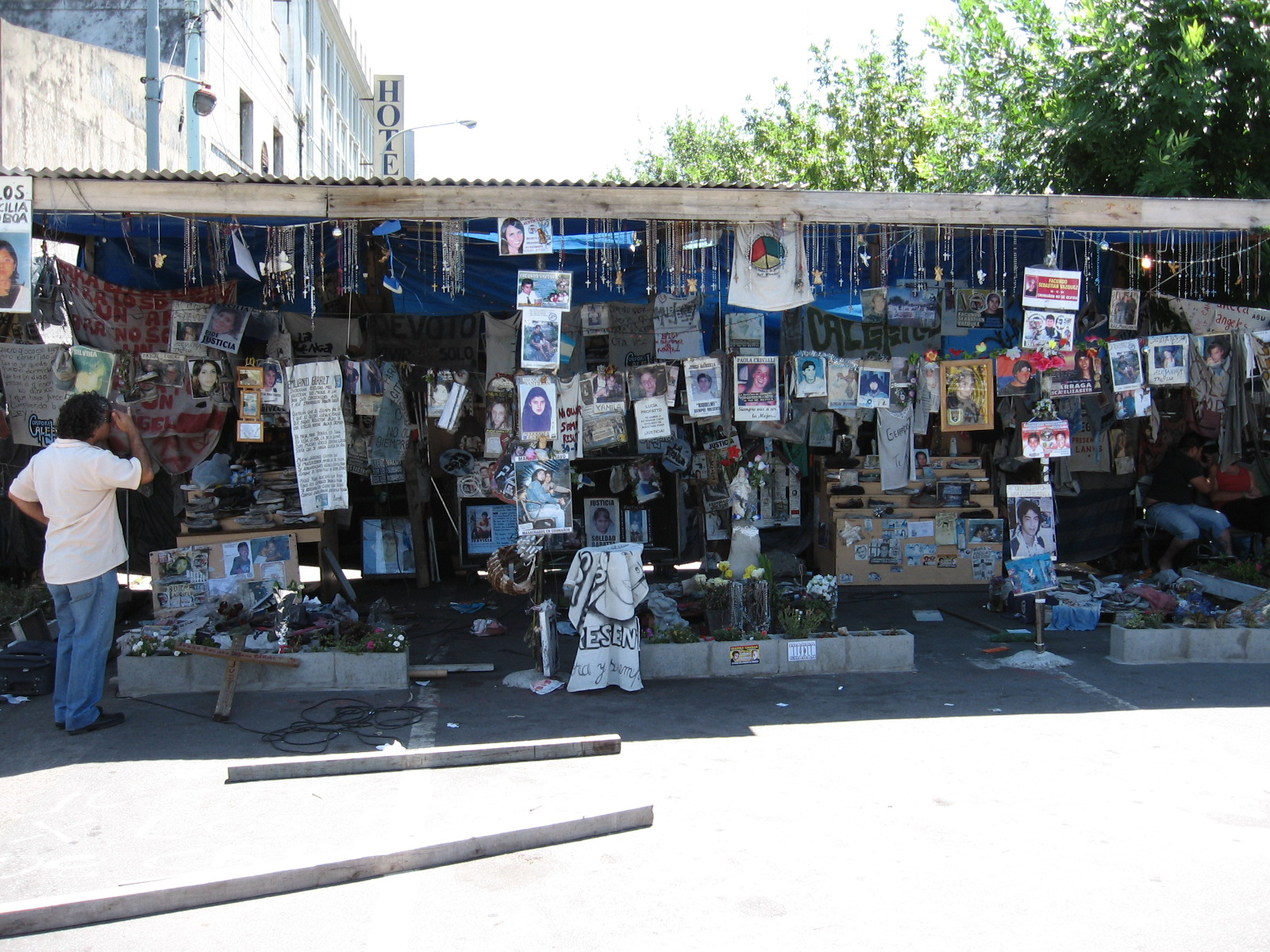
Puesto situado a metros de República Cromañón, con fotos de las numerosas víctimas.

A raíz de la tragedia se sucedieron fallecimientos de sobrevivientes por parte de graves secuelas físicas y psicológicas. Según un relevamiento realizado en un universo delimitado de familiares y sobrevivientes en 2008, un 31% aún continuaba bajo tratamiento psicológico cuatro años después del hecho. Hacia 2009, alrededor del 30% de los sobrevivientes del incendio sigue bajo tratamiento ya sea médico, psiquiátrico o psicológico.
Uno de cada cuatro de los pacientes bajo tratamiento estuvo medicado fundamentalmente con antidepresivos y antirrecurrenciales (estabilizadores de los estados anímicos). De acuerdo a cifras oficiales de 2009, en los hospitales públicos de la Ciudad de Buenos Aires había 565 sobrevivientes bajo tratamiento estable. Según un estudio, practicado en 800 sobrevivientes y familiares de las víctimas, presentado por especialistas del Hospital Alvear en el IV Congreso Mundial de Estrés Postraumático, reveló que la mayoría de los sobrevivientes del incendio sufrió de graves cuadros de estrés postraumático con síntomas que van desde taquicardias, náuseas, vómitos, sensación de mareo, y trastornos del sueño. Desde el colectivo de demanda de justicia y movilización pública que conformaron, los familiares de los fallecidos y los sobrevivientes del incendio denunciaron varias veces esta situación, recibieron el apoyo de especialistas. Se han reportado intentos de suicidios. Entre 2005 y 2007 se reportaron tres suicidios por parte de sobrevivientes, jóvenes de entre 21 y 24 años.

## Irregularidades del establecimiento

### Materiales inflamables
La espuma de poliuretano, al entrar en combustión, genera cianuro de hidrógeno (ácido cianhídrico), dióxido y monóxido de carbono, mientras que el aislamiento de celulosa produce dióxido y monóxido de carbono.
La media sombra originó dióxido y monóxido de carbono y acroleína,
aumentando la cantidad de humo y goteando sobre los asistentes ocasionándoles quemaduras.
Según un informe del INTI (Instituto Nacional de Tecnología Industrial), el volumen de ácido cianhídrico, con el local lleno, alcanzaba las 255 ppm, siendo el nivel letal para ratas de laboratorio de 150 a 220 ppm.
El foco de incendio comenzó en una superficie de unos 20 o 30 centímetros, pero comenzó a expandirse rápidamente debido a la presencia de la guata.
El material del techo comenzó a quemarse y a liberar gases tóxicos, la temperatura alcanzó los 400 °C y la combustión terminó una vez que se había consumido todo el material.
Al disminuir la temperatura, el humo tóxico comenzó a descender y comenzó a ser aspirado por las personas que se encontraban en el lugar.
El humo a altas temperaturas produce edema pulmonar y tapiza las mucosas formando una capa impermeable al oxígeno, algo que afectó a muchas de las víctimas del incendio.
Una persona al inhalar este humo al 20 % presenta dolor de cabeza y debilidad muscular, cuando llega al 30 % no logra mantenerse en pie y comienza a tener síntomas de mareo, y al entrar en el porcentaje de 50 % la persona entra en coma y puede ocasionarle la muerte.

### Capacidad del local y salida de emergencia

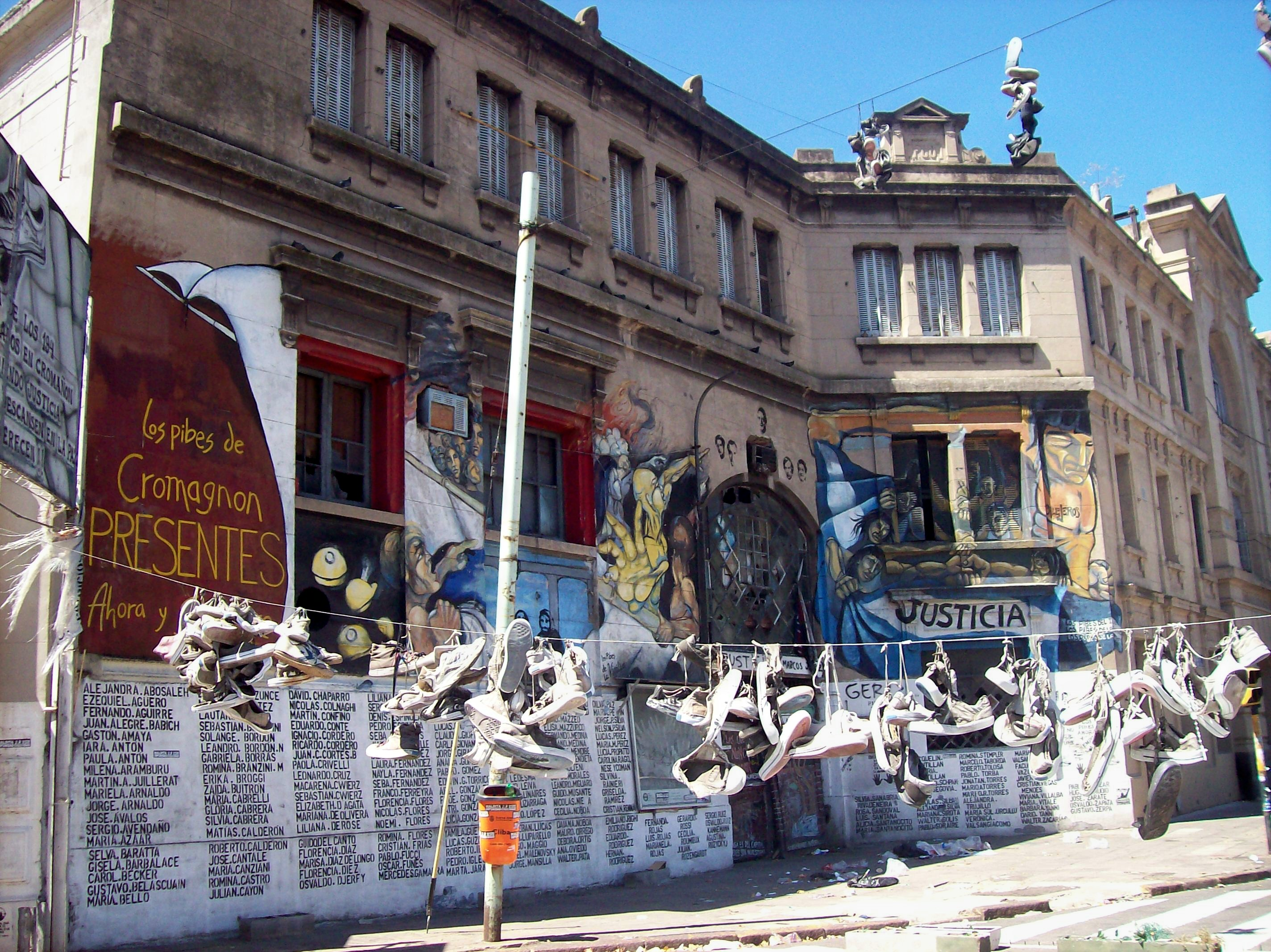
Zapatillas de las víctimas y mural pidiendo justicia por ellas.

El local se encontraba habilitado para dichos espectáculos con una capacidad de hasta 1031 personas; sin embargo, el recuento del público era bastante mayor a dicha cifra.
En la causa judicial se asegura que ingresaron al menos 4500 personas, ya que se habían vendido las 3500 entradas disponibles y se calculó la existencia de 1000 personas que ingresaron sin ella.
Según el fallo:

En suma, es evidente pues que esta cantidad abrumadora de concurrentes acreditada, tuvo una influencia decisiva en la configuración concreta del supuesto de hecho analizado, dado que atentó contra la evacuación del local y permitió que los asistentes se vieran expuestos a los gases nocivos producto de la combustión, es decir, al peligro común que comporta un incendio típico.

Para agravar la situación, las salidas presentaban irregularidades, lo que dificultó la evacuación. El local contaba con una entrada principal compuesta por dos portones y una salida de emergencia ubicada a la derecha de la entrada principal. Ambas daban a un hall donde se encontraban las boleterías, y desde allí se accedía al salón principal, donde se encontraba el escenario, a través de seis puertas tipo cine. Hacia el lado izquierdo del escenario se encontraba una salida alternativa que comunicaba el salón con la salida del estacionamiento de un hotel vecino, el cual pertenecía a los mismos dueños de Cromañón.
La salida de emergencia se encontraba obstaculizada por la presencia de vallas, algo que dificultó la evacuación. La entrada principal también dificultó la salida, debido a su propia estructura:

En consecuencia, es dable concluir que fue la propia estructura de las puertas cine, es decir, la circunstancia de que ese corredor de salida se encontrara dividido por seis puertas con sus respectivos marcos y hojas lo que dificultó la salida de una cantidad de personas considerable que pretendían con desesperación hacerlo simultáneamente, más allá de si estuvieran cerradas o abiertas.

Esta salida alternativa se componía de un portón que poseía dos hojas con un tamaño de 2,5 metros de ancho por 3,6 metros de alto.
Al momento del incendio se encontraba cerrada con un candado y ataduras de alambre, a pesar de que contaba en su parte superior con un cartel que indicaba que se trataba de una salida habilitada. La puerta fue abierta por los bomberos una vez que llegaron al lugar, minutos después de iniciado el incendio.Según la habilitación esa puerta no debía estar clausurada:

Conforme se desprende de la plancheta de habilitación del local –ver fs. 350 del legajo de la Pericia de Arquitectura-,...el local posee una salida alternativa, la que se activa exclusivamente en caso de producirse un siniestro, permitiendo la evacuación del público concurrente por un corredor que sirve en casos normales para la entrada y salida de vehículos...

### Habilitación
El establecimiento se encontraba habilitado como local de baile clase C en forma autónoma, no como anexo de otro establecimiento. Según el inciso "d" del artículo 10.2.3 del Código de Habilitaciones y Verificacionesde la ciudad, se prohíbe a este tipo de locales la comunicación con otros establecimientos, lo que no sucedía ya que la puerta que se encontraba detrás del escenario y la puerta alternativa daban al estacionamiento de un hotel. Además, la Certificación de Bomberos de República Cromañón se encontraba vencida.
La Superintendencia de Bomberos es la encargada de expedir la habilitación del sistema contra incendios del local, algo que se había hecho por última vez en noviembre de 2003 y por un período de un año. Por lo tanto, dicha habilitación había caducado y el local debió haber sido clausurado. Asimismo, de los quince matafuegos existentes en el lugar diez se encontraban despresurizados.
Existía además el pago de soborno a un oficial de la Policía Federal Argentina para que brindaran seguridad en la puerta del lugar y para que no se realizaran contravenciones debido a las irregularidades existentes en el local.Entre las contravenciones existentes se incluía la superación de la capacidad habilitada, la venta de alcohol, la obstrucción de las salidas y la omisión de recaudos durante la organización y seguridad (que permitió el ingreso de pirotecnia).Durante los recitales que brindó Callejeros Raúl Villarreal, por orden de Chabán, le pagó al subcomisario Carlos Rubén Díaz 300 pesos argentinos por jornada.

### Pirotecnia
La utilización de bengalas y otro tipo de pirotecnia, tanto en espacios abiertos como (peligrosamente) en espacios cerrados, era común en los recitales del llamado rock barrial o rock chabón.La pirotecnia llegó a convertirse en parte del folclore y de la estética de esa música, un ritual dentro del propio recital.Estas prácticas fueron completamente alentadas por los artistas. En la edición de noviembre de 2005 de la revista Rolling Stone Argentina, en una entrevista al Indio Solari, uno de los principales referentes del rock argentino, este comentaba declarando explícitamente su deleite por ver bengalas encendidas en los recitales:

En referencia a las bengalas y demás, digamos que la cultura rock tiene eso, también: no es una cultura progresista, de todo prolijito. Ahora les recomendamos a los chicos que no vayan con pirotecnia al show (...) Pero, en definitiva, a mí me cuesta mucho renegar del folklore de las bengalas y las banderas del rock. Creo que el rock es eso. Yo tengo la imagen de «Juguetes perdidos»
en River, entrando a cantar con todo eso y… ¡Guau! No es sopa. Yo no quiero renegar definitivamente de todo eso. Aunque, desde ya, en este momento tiene que primar el respeto y el cuidado. (...) [La pirotecnia] Dejó un acento, una marca estética en casi todo lo que llamamos rock nacional, que por algo es diferente del rock belga, del rock japonés o de cualquier otro.
Indio Solari.

Los miembros de Callejeros también se deleitaban por las bengalas en los recitales, y han quedado como testimonios dos entrevistas de estos en la radio Rock&Pop en los meses previos a la tragedia:

Juan di Natale: hay un rumor parece, que no se van a dejar pasar las bengalas y que si pasa alguna, le pondrían una multa a la banda. Esto tiene que ver igual con las condiciones de seguridad de Obras, y no es nada contra Callejeros ni contra este show.
 Patricio Fontanet: No, no, es así en todos los shows. 
 Juan di Natale: bueno, ¿y qué hacemos con las bengalas, Pato?
 Patricio Fontanet: El problema con las bengalas es que te las saca la seguridad de Obras. Cuando nosotros tocamos, tratamos de que puedan pasar las bengalas.
Entrevista en la radio Rock&Pop, agosto de 2004.

Eduardo Vázquez: Vivo acá, después de tres shows intensísimos acá en Cromañón. Fueron tres días... ayer tocamos con 4000 personas.
 Juan di Natale: ¡Guau! Muchísima bengala, ¿no?
 Eduardo Vázquez: Muchísima bengala, fue la frutilla de la torta.
Entrevista en la radio Rock&Pop, 10 de diciembre de 2004.

A causa de esto, en el fallo del juicio oral se expresó:

Sí hemos podido extraer una conclusión: que la banda toleraba el uso de pirotecnia. Ello así, pues su empleo en los recitales fue siempre una constante y nada serio se hizo para evitar que esa práctica cesara definitivamente.

Sin embargo, antes de que comience el recital del 30 de diciembre, Chaban advirtió al público que no encendieran bengalas,
ya que se había usado pirotecnia durante la presentación del grupo soporte, Ojos Locos.
Según testigos,
Chabán declaró:

No sean pelotudos. No tiren bengalas. Acá hay 6000 personas y no quiero que pase lo de Paraguay.
Si alguien prende algo nos morimos todos.
Omar Chabán.

El uso de pirotecnia ya había causado focos de incendio en el local. El 1 de mayo de 2004, durante un recital de Jóvenes Pordioseros, un principio de incendio causó la evacuación de todos los espectadores y debió ser extinguido por el personal de seguridad.
El 25 de diciembre, pocos días antes de la tragedia, se produjo otro foco durante un recital de La 25, que también logró ser sofocado.
El uso de bengalas en los recitales de rock en Argentina no estaba únicamente limitado a bandas argentinas, también se hacía en visitas de bandas internacionales: el 8 de mayo de 2004 en la visita de Motörhead al boliche Hangar sucedió algo ominosamente profetizador. Una horda de violentos ingresó golpeando a los patovicas y luego, ya en el recital, uno prendió una bengala, lo que quitó el oxígeno dentro del boliche y provocó que los miembros de la banda empezaran a sentirse mal y decidieran dar por terminado el recital tras solo 50 minutos. Esto encendió la ira del público, que destrozó el boliche y los equipos de la banda.

## Procesos judiciales

### Etapa de instrucción
Tras la tragedia, la Justicia dictó la orden de captura nacional e internacional de Omar Chabán, gerente de República Cromañón. Tras varios allanamientos, Chabán fue arrestado en una casa del barrio porteño de Monserrat.
Durante los primeros días, la banda Callejeros declaró a los medios, a través de su abogado, que ellos no habían firmado ningún contrato con Chabán, y que el único organizador del recital fue el empresario. Tras interrogar a varios testigos, la jueza de instrucción María Angélica Crotto dictó el procesamiento de Omar Chabán acusándolo de homicidio simple con dolo eventual de 192 personas (eran las víctimas fatales hasta ese momento). Además, resolvió el embargo de bienes por 57,6 millones de pesos.
Por problemas de salud, la jueza decidió tomarse una licencia, siendo reemplazada por el juez de Instrucción n.º 8 de Julio Lucini.
A finales del mes de febrero de 2005 fueron detenidos Diego Argañaraz, mánager de Callejeros, Lorenzo Bussi, encargado de la seguridad, y Raúl Villarreal, mencionado como coordinador general del local.
Argañaraz y Bussi fueron liberados, ya que fueron procesados por homicidio culposo, un delito excarcelable. A Villarreal en cambio, se le dictó la prisión preventiva ya que fue acusado de homicidio con dolo eventual. En el caso de Villarreal el juez destacó que «lejos de asumir el rol de simple empleado o colaborador, tenía una activa participación en el "negocio", a punto de haberse convertido en la verdadera "mano derecha" de Chabán», del mánager de la banda expresó que «actuó en forma imprudente y negligente, lo cual facilitó la producción del siniestro que terminó con la vida de 193 personas y produjo centenares de heridos» y en el caso de Bussi estableció que «si hubiera actuado en forma correcta, extremando el cacheo de los asistentes y verificando que ninguno de ellos ingrese al lugar sin antes ser exhaustivamente revisado, el incendio no se hubiera producido y las muertes se hubiesen evitado».
Los tres sufrieron un embargo de bienes, Villarreal de 57 millones de pesos, mientras que Argañaraz y Bussi de 20 millones.
En el mes de marzo fueron procesados cinco integrantes de la Policía Federal Argentina.
Los comisarios Miguel Ángel Belay y Gabriel Sevald, y el subcomisario Carlos Díaz fueron procesados por el delito de cohecho pasivo,
y fueron embargados por la suma de 500 mil pesos. Además se procesó a los agentes Oscar Sosa y Cristian Villegas por incumplimiento de los deberes de funcionario público
y fueron embargados por 100 mil pesos. Los imputados expresaron que eran inocentes, mientras que Chabán se negó a declarar por el presunto pago de sobornos.
En el mes de mayo, los abogados de Omar Chabán solicitaron al juez Lucini la excarcelación. Lucini la negó, por lo que fue apelada ante la Cámara del Crimen de la Ciudad de Buenos Aires. Allí, la Sala Quinta (integrada por Gustavo Bruzzone, María Laura Garrigós de Rébori y Rodolfo Pociello Argerich) decidió excarcelar al empresario mediante el pago de una fianza de 500 mil pesos. Chabán fue trasladado a la prisión de Marcos Paz, y luego de que fuera pagada la fianza fue liberado el 14 de junio.
La excarcelación desató una nueva polémica, no solo en lo referente a la causa sino en lo referente a todo el sistema judicial. Se discutía la existencia de un excesivo "garantismo", una corriente del Derecho penal que pretende una minimalización del sistema penal, la humanización de las penas y el respeto irrestricto de los Derechos Humanos fundamentales en el proceso. Como símbolo de los "garantistas" se encontraba el juez de la Corte Suprema de Justicia de la Nación Argentina, Eugenio Raúl Zaffaroni, mientras que los opositores eran varios políticos de la derecha argentina y el Sr. Juan Carlos Blumberg. El presidente de la Nación Néstor Kirchner manifestó su rechazo por la excarcelación, lo que derivó en varias disputas
con miembros del Poder Judicial, quienes calificaron las palabras del primer mandatario como una injerencia de un Poder de la República en otro. A los dos jueces que votaron a favor de la excarcelación de Chabán, tildados de "garantistas" por diferentes medios de comunicación,
se les intentó iniciar un juicio político, pero el Consejo de la Magistratura rechazó, meses después, ese pedido.
También fue excarcelado Raúl Villarreal.
Tras su liberación, Chabán decidió recluirse en la casa de su madre, ubicada en el Partido de General San Martín, en la Provincia de Buenos Aires. Familiares de las víctimas se trasladaron hasta el lugar para manifestar su repudio, lo que produjo quejas de vecinos y comerciantes del lugar. Las diferentes manifestaciones en contra de la excarcelación del empresario afectaban la tranquilidad de la zona. Es por esto que el gobierno provincial reclamó al juez el traslado de Chabán, basándose en la gran cantidad de recursos que eran necesarios para mantener la custodia policial en el lugar.
Finalmente el empresario se trasladó a una casa ubicada en el delta del Tigre, que había alquilado uno de sus amigos, en donde decidió entrevistarse con algunos familiares de las víctimas.
Sin embargo, debido a que las protestan se trasladaron al lugar y a que los dueños de la casa querían desalojarlo,
decidió mudarse a otra casa, también ubicada en el Delta pero más alejada.
Sin embargo eso no detuvo a los familiares, quienes lograron apedrear la nueva casa.
En medio de estos sucesos hubo un cambio de carátula que benefició a Chabán, ya que los jueces se inclinaron por la figura de estrago doloso seguido de muerte (penado con ocho a veinte años de prisión) en lugar de la de homicidio simple (penado con ocho a veinticinco años de prisión).
Finalmente la Cámara de Casación hizo lugar al pedido de anular la excarcelación de Chabán. Debido a esta decisión, el juez Lucini ordenó la detención del empresario y su traslado al penal de Marcos Paz el 24 de noviembre.
En medio de la polémica que involucraba al gerente del local, el 3 de junio la banda fue procesada por homicidio culposo agravado,
y se trabó un embargo de 10 millones de pesos a cada integrante.
Además, tres exfuncionarios del gobierno de la Ciudad de Buenos Aires fueron procesados: el exsecretario de Seguridad porteño Juan Carlos López fue procesado por homicidio culposo agravado, mientras que el exsubsecretario de Seguridad del gobierno comunal Enrique Careli y el ex director general de Servicios de Seguridad Privada Vicente Rizzo fueron procesados por incumplimiento de los deberes de funcionario público.
También fueron procesados por homicidio culposo agravado Fabiana Fiszbin, exsubsecretaria de Control Comunal, Ana María Fernández, ex directora general adjunta del organismo de control porteño, Gustavo Torres, ex director general de Fiscalización, Rodrigo Cozzani, excoordinador operativo del mismo organismo y Alfredo Ucar, asesor de Fiszbin; y a Víctor Telias, coordinador operativo del área de control, por incumplimiento de los deberes de funcionario público.
En octubre, también fue procesado el exfuncionario Roberto Calderini, responsable del área de Habilitaciones, por el delito de negociaciones incompatibles con la función pública.
Sin embargo, para fines del 2005 solo Juan Carlos López permanecía acusado de homicidio culposo agravado.
Fiszbin, Fernández y Torres fueron sobreseídos por ese cargo, mientras que a Ucar y Cozzani se les dictó la falta de mérito para procesar o sobreseer.
El 27 de septiembre la Sala V de la Cámara del crimen cambió la carátula a estrago culposo,
y, finalmente, el 16 de diciembre, el juez Lucini imputó al grupo Callejeros por estrago doloso seguido de muerte.
El cambio de carátula responde a que el juez consideró que irregularidades en ciertas tareas que se encontraban a cargo del grupo (como la seguridad del local y la cantidad de entradas vendidas) influyeron en gran medida para que se produjera el incendio.
Durante el 2006 la causa volvió a manos de la jueza Crotto,
y la Cámara del Crimen negó el pedido de cambio de carátula de estrago doloso a homicidio culposo, pedido por el grupo musical. Sin embargo, la justicia los autorizó a realizar presentaciones,
lo que finalmente sucedería el 6 de julio.
En cuanto al exjefe de Gobierno, la jueza de la causa se había negado a llamar a Ibarra a declarar, lo que había motivado el enojo de los familiares, algunos de los cuales están denunciados por amenazar a la jueza.
Finalmente, Ibarra fue sobreseído de la causa en la que había sido denunciado por homicidio doloso e incumplimiento de los deberes de funcionario público.
Además, en el mes de julio la justicia civil había revocado la inhibición de bienes que pesaba sobre el exmandatario
y en noviembre la Cámara de Casación rechazó un pedido de familiares de las víctimas para revertir el sobreseimiento.
En el mes de abril, la Sala V de la Cámara del Crimen desprocesó al exfuncionario, Juan Carlos López, quien estaba imputado por homicidio doloso.
Los jueces determinaron que «con sólo mirar la diversidad de funciones de la Secretaría a cargo de López, se puede advertir lo dificultoso que resulta para quien se encargue de ella, poseer un conocimiento profundo de todos los problemas que existen en la Ciudad de Buenos Aires vinculados a su competencia». En el mismo fallo fueron sobreseídos Enrique Carelli y Vicente Rizzo, quienes se encontraban imputados por incumplimiento de los deberes de funcionario público. En el mes de septiembre, otros tres funcionarios serían sobreseídos: Juan Carlos Loupías, Juan Carlos Sánchez, Alfredo Ucar también se encontraban imputados por el mismo cargo que los dos anteriores.
En agosto de 2006, la jueza María Angélica Crotto elevó a juicio oral las actuaciones de Omar Chabán, Raúl Villarreal, cinco policías y el grupo Callejeros (junto a su mánager y el escenógrafo).
El 10 de octubre de 2006, los exfuncionarios Fiszbin, Fernández y Torres fueron acusados por incumplimiento de los deberes de funcionario público y su causa fue elevada a juicio oral.
En el mes de septiembre, los integrantes de Callejeros, su mánager y el escenógrafo fueron procesados por cohecho activo como partícipes secundarios, lo que se suma a la acusación por estrago doloso.
En agosto de 2007 la Sala III de la Cámara de Casación Penal confirmó el sobreseimiento de Ibarra, pero revocó el sobreseimiento de Juan Carlos López, quien volvió a quedar procesado en la causa.
Desde fines de ese mes, la causa pasó a manos del juez Alberto Baños, luego de que María Angélica Crotto decidiera pedir una licencia médica por enfermedad.
El 22 de noviembre el Tribunal Oral n.º 24 prorrogó la prisión preventiva de Omar Chabán.
Sin embargo, a fines de ese mes la Sala III de la Cámara de Casación Penal dispuso que el empresario debía recuperar la libertad.
Finalmente, el 7 de diciembre Chabán abandonó el penal de Marcos Paz.
En mayo de 2008, Rafael Levy, sospechado de ser el dueño del local, fue procesado bajo los mismos cargos que Chabán.
En diciembre de 2009 el juez ordenó que se comparara el identikit de la persona que supuestamente había tirado la pirotecnia que inició el incendio con las fotos de los integrantes de un grupo de fanáticos identificados como El Fondo No Fisura.

### Juicio oral

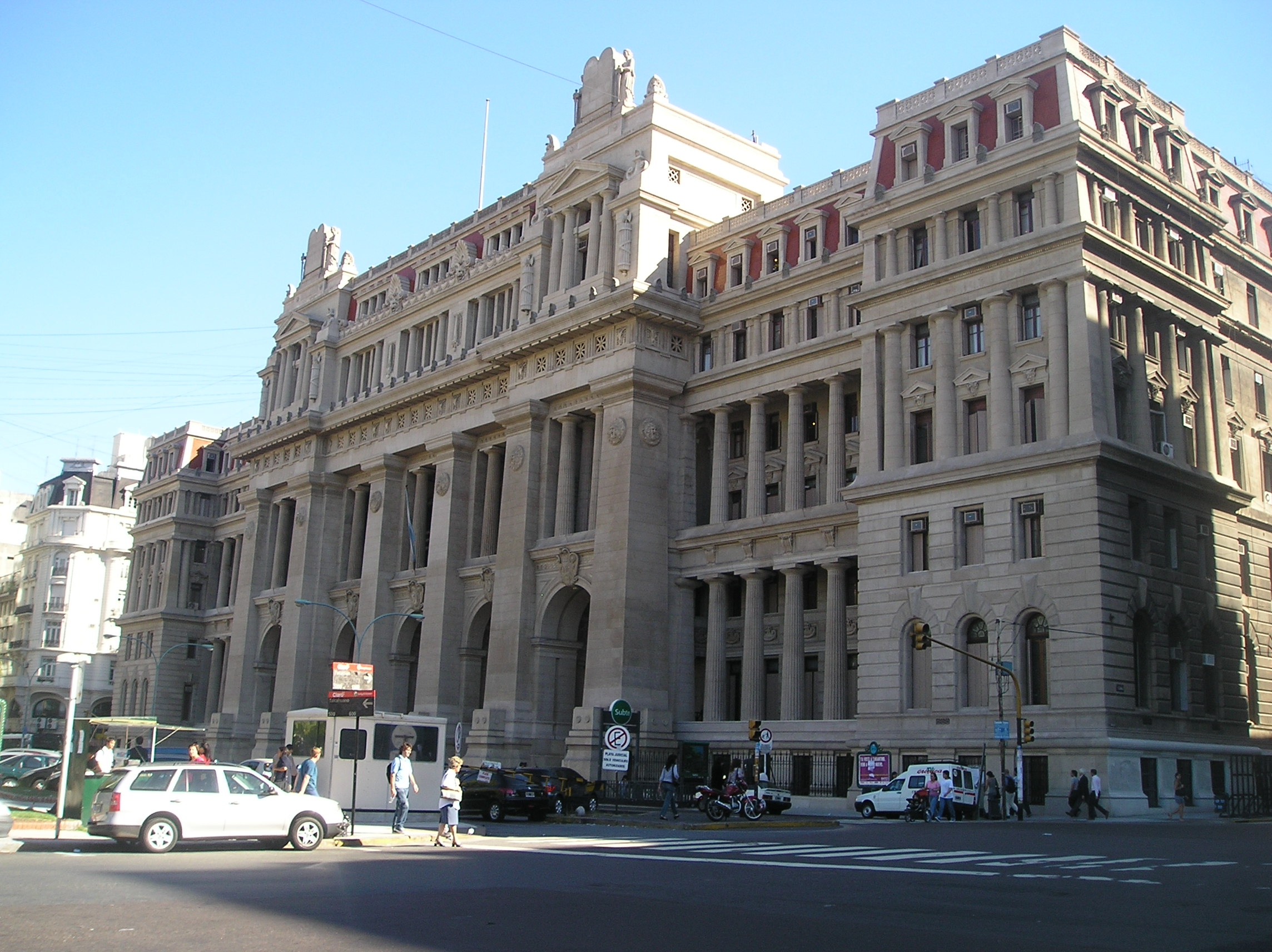
Fachada del Palacio de Justicia dónde se juzgo a los culpables.

De todas las personas que fueron procesadas durante la instrucción, fueron en principio llevados a juicio, imputados por varios delitos, solo 15 personas. Omar Chabán y Raúl Villarreal fueron acusados de estrago doloso seguido de muerte y cohecho activo. La misma acusación recayó sobre los integrantes de Callejeros (Patricio Fontanet, Elio Delgado, Maximiliano Djerfy, Eduardo Vázquez, Christián Torrejón y Juan Alberto Carbone), Daniel Cardell, el escenógrafo, y su mánager, Diego Argañaraz. Tres funcionarios del Gobierno de la Ciudad de Buenos Aires fueron acusados por incumplimiento de los deberes de funcionario público: Fabiana Gabriela Fiszbin, Gustavo Juan Torres y Ana María Fernández. Y dos oficiales de la Policía Federal Argentina fueron acusados, Carlos Rubén Díaz de estrago doloso seguido de muerte y cohecho pasivo, y Miguel Ángel Belay, por incumplimiento de los deberes de funcionario público y cohecho pasivo.
El juicio comenzó el 19 de agosto de 2008, y se realizó en una de las salas del Palacio de Justicia de la Nación, ubicado en Buenos Aires, la misma en la que se realizó en 1985 el llamado Juicio a las Juntas.
Luego de un año, el 19 de agosto de 2009, el Tribunal Oral en lo Criminal N.º 24 de la Ciudad de Buenos Aires dictaminó por fallo unánime condenar a Omar Chabán a 20 años de prisión por los delitos de incendio doloso calificado y cohecho activo, a Diego Argañaraz a 18 años de prisión por los delitos de incendio doloso calificado y cohecho activo, al subcomisario Carlos Díaz a 18 años de prisión por los delitos de incendio doloso calificado y cohecho pasivo, a Raúl Villarreal a 1 año de prisión en suspenso por considerarlo partícipe secundario del delito de cohecho activo, a Fabiana Fiszbin y Ana María Fernández a 2 años por incumplimiento de los deberes de funcionario público. Tanto los integrantes de Callejeros como el comisario Miguel Belay y el funcionario Gustavo Torres fueron absueltos.
El tribunal determinó que tanto Chabán como Argañaraz se encontraban a cargo de la organización del recital, y por lo tanto eran los únicos sobre los que podía caer la pena de incendio doloso calificado:

La valoración conjunta de las pruebas reseñadas, de conformidad con las pautas de la sana crítica racional, nos llevan a concluir, fundadamente, que las únicas personas que se abocaron concretamente a la organización del recital del 30 de diciembre de 2004, fueron Diego Marcelo Argañaraz y Emir Omar Chabán.

Sí reiteramos que sólo los organizadores asumen el deber de custodia de la fuente de peligro que comporta un espectáculo y porque así la ley lo dispone. Esas personas son quienes detentan una posición de garantía desde un punto de vista material-formal conforme lo propone la doctrina dominante, no los empleados del lugar donde se realiza el evento, por más jerarquizados o independientes que puedan mostrarse en la estructura de trabajo.

Según el fallo, ni los músicos ni el escenógrafo participaban en la organización:

En suma, de los testimonios de la totalidad de las personas que depusieron en el juicio, sólo cabe concluir ante la inexistencia de prueba que acredite lo contrario que, en lo que atañe a la concreta organización del recital que se efectuó el día 30 de diciembre de 2004, ninguno de los músicos de la banda ni el escenógrafo realizaron alguna actividad puntual.

Tampoco consideraron que los músicos incentivaban el uso de bengalas, sino que simplemente toleraban su uso:

Sin embargo, esa tolerancia no implica ni fomento ni incentivo como lo han propuesto algunos acusadores.

Tampoco se incluyó a Raúl Villarreal en la organización del evento:

Es que ha quedado fuera de toda duda que Villarreal no se encargó de decidir el número de entradas ni de su comercialización o distribución, no contrató al sonido, ni a la iluminación, ni a la seguridad, ni a los socorristas, ni a la publicidad. Ello lo hicieron el mánager del grupo «Callejeros» Diego Argañaraz y el explotador del local Omar Chabán.

En cuanto al pago de sobornos, se demostró que tanto Chabán, Argañaraz y Villarreal se encontraban involucrados en este.
En la documentación suministrada al juzgado, los pagos se encontraban incluidos en la liquidación de gastos que llevaban informalmente los involucrados.

El acuerdo espurio al que aludimos tuvo por objeto la omisión funcional por parte de Carlos Rubén Díaz, a cambio del dinero pactado, de brindar seguridad y permitir la existencia de numerosas contravenciones en que incurría el local emplazado en la jurisdicción de la seccional 7.ª de esta ciudad.

Esta «protección» que Díaz otorgaba, permitió que se dieran las condiciones que desataron este hecho.

Entonces en el contexto de la situación afirmamos que la remoción de obstáculos a la acción de Omar Emir Chabán y Diego Marcelo Argañaraz en la apertura y desarrollo del recital del grupo Callejeros la noche del día 30 de diciembre del año 2004 […] contribuyó a aumentar el peligro de la realización de la lesión al bien jurídico protegido por la figura del art. 186 inciso 5.º y se traduce en un aporte necesario al hecho principal.

En cuanto a los funcionarios del Gobierno de la Ciudad, se determinó que no cumplieron con sus obligaciones.
La Defensoría del Pueblo de la Ciudad de Buenos Aires había emitido una resolución en la que recomendaba la inmediata clausura de los locales que no se encontraran correctamente habilitados.
Los funcionarios limitaron su accionar a la simple intimación de los locales, sin tomar medidas contra quienes no respondían a las mismas o presentaban documentación claramente no justificaba el desarrollo de la actividad habilitada.

las imputadas Fiszbin y Fernández, con aptitud funcional y medios materiales y humanos -que aún sin ser óptimos hubieran permitido encarar en plazo razonable la actividad debida- eludieron grosera y, por ello, conscientemente, el cumplimiento de obligaciones esenciales inherentes a sus cargos y ello les acarreará responsabilidad penal.

La sentencia no se encontraba firme, por lo que ninguno de los condenados permanecía en prisión.
Se estima que la Cámara de Casación se pronunciaría durante el 2010 y que ese año comenzará el juicio oral contra Juan Carlos López y Rafael Levy.

### Ratificación de las condenas
La Cámara Federal de Casación Penal confirmó en septiembre del 2015, las condenas contra exfuncionarios, miembros de la banda Callejeros y demás imputados al rechazar sus recursos de apelación. A pesar de esto, los procesados mantuvieron la libertad hasta que dichas condenas quedaran en firme.[cita requerida] La Sala IV de la Cámara, tras atender el pedido de La Corte Suprema de Justicia de revisar el fallo, dejó en firme la condena.[cita requerida] La Corte Suprema de Justicia de la Nación, a principios del mes de marzo del 2016, catalogó como “inadmisibles” los recursos extraordinarios que 11 imputados interpusieron ante las sentencias; por lo que los acusados debían regresar a cumplir sus penas en prisión.[cita requerida]
Las condenas varían de 3 a 7 años, teniendo Patricio Fontanet (líder de la banda) la mayor de ellas. Los demás músicos (Maximiliano Djerfy, Elio Delgado, Cristian Torrejón y Juan Carbone) recibieron 5 años. Al baterista Eduardo Vásquez se le suman 6 años a la condena de cadena perpetua obtenida por el asesinato de su esposa. A la medida de prisión se suman además el escenógrafo Daniel Cardell con tres años y el asistente de Omar Chabán, Raúl Villarreal, con seis.[cita requerida] La exfuncionaria de Control Comunal, Fabiana Fiszbin y el exdirector de Fiscalización, Gustavo Torres también están incluidos entre los once implicados.

### Causa por los certificados irregulares
De la investigación principal se desprendió una causa relacionada con un circuito ilegal de certificados de habilitación. En septiembre de 2006, tres bomberos, por cohecho pasivo, y dos empresarios, por cohecho activo
también fueron enviados a juicio oral y público.
Los bomberos acusados eran Alberto Corbellini, el exjefe de la División Prevención de la Superintendencia de Bomberos de la Policía Federal, Marcelo Nodar y Marcelo Esnok; mientras que los dos empresarios, Rubén Fuertes y Luis Perucca, fueron acusados por "coautores". El juicio por este hecho comenzó en noviembre de 2007,
y los cinco fueron encontrados culpables. Rubén Fuerte, Marcelo Nodar y Alberto Corbellini fueron condenados a 4 años de prisión, mientras que las penas fueron menores para Luis Perucca (2 años y 9 meses en suspenso) y Marcelo Esnok (2 años y 6 meses en suspenso).

### Causa SAME
También se inició una causa debido a una supuesta mala actuación durante la organización y desarrollo de las tareas de auxilio durante el incendio. En esta fueron investigados Aníbal Ibarra, Jorge Telerman y varios funcionarios del Gobierno de la Ciudad de Buenos Aires.
En diciembre de 2008, tanto Ibarra, Telerman como la mayoría de los funcionarios fueron sobreseídos.
Los únicos que quedaron imputados por incumplimiento de los deberes de funcionario público fueron Alejandro Cano y Martín Galmarini, director general de Operaciones de la Policía Federal y médico regulador de turno del SAME (Sistema de Atención Médica de Emergencia), respectivamente.
Sin embargo, en marzo de 2009 ambos fueron sobreseídos.
y en junio de 2010 el sobreseimiento fue confirmado por la Sala Tercera de la Cámara de Casación Penal.

## Repercusiones políticas y sociales

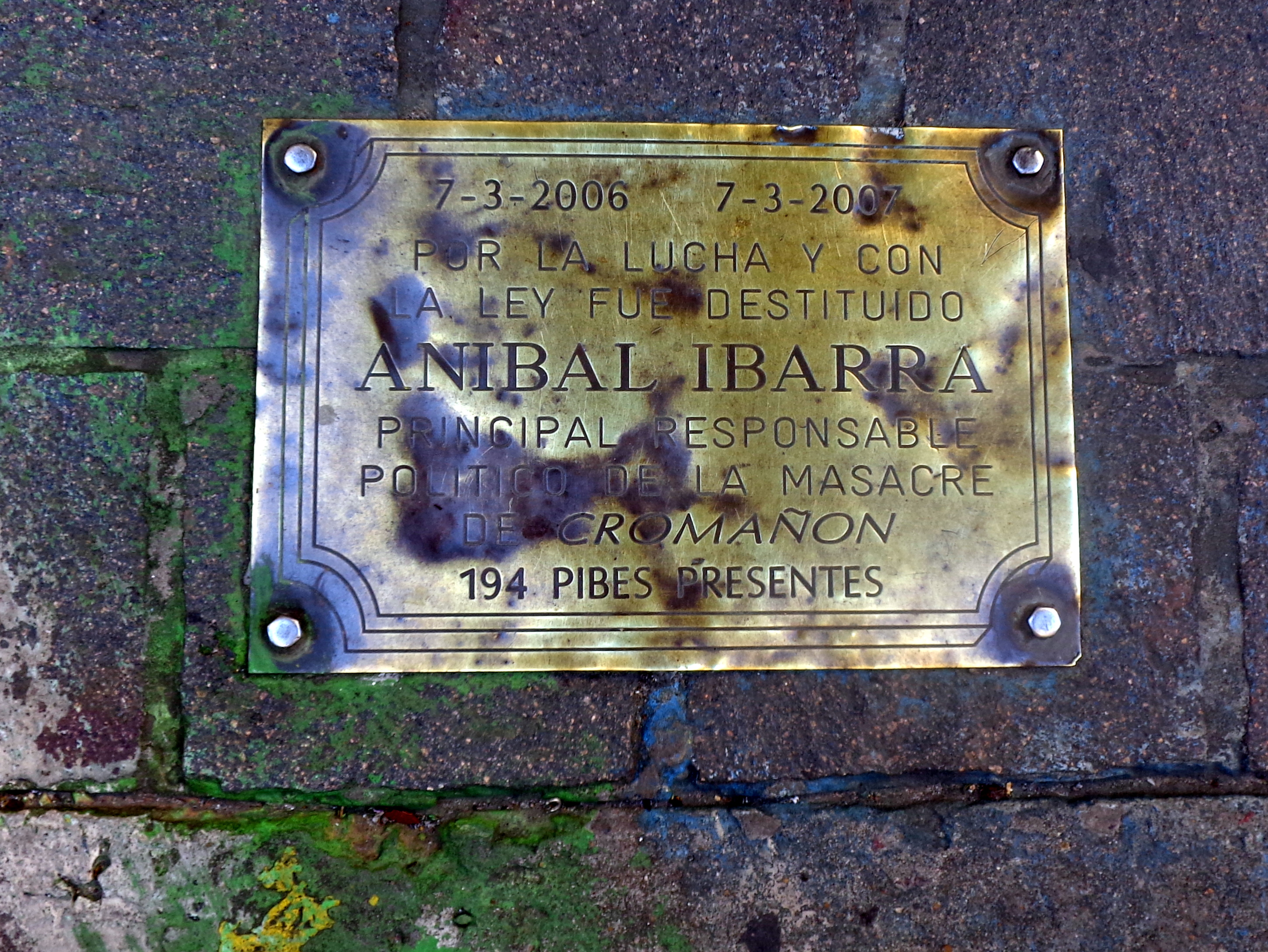
Placa sobre la calle Perú, junto al Palacio Legislativo Municipal, que recuerda la destitución de Aníbal Ibarra como Jefe de Gobierno por considerárselo responsable político de las muertes del incendio.

El entonces presidente de la Nación, Néstor Kirchner y su esposa Cristina Fernández se refugiaron en Santa Cruz y no hicieron acto de presencia en el lugar. Las críticas que se suscitaron tras el episodio provocaron la renuncia del secretario de Seguridad del Gobierno de la ciudad de Buenos Aires, Juan Carlos López.
El jefe de gobierno de la ciudad de Buenos Aires, Aníbal Ibarra, cargó principalmente la culpa sobre el gerente del local, Omar Chabán, a quien acusó de irresponsabilidad empresaria.
Tras la tragedia, el gobierno porteño prohibió la realización de recitales en discotecas dentro del ámbito de la ciudad. Asimismo, se estableció que todos los boliches bailables deberían permanecer cerrados durante 15 días, tras lo cual se permitiría la apertura de aquellos que renueven su habilitación, con nuevas condiciones.

### Convocatoria al referéndum
El 31 de enero, el jefe de gobierno Ibarra anunció en una conferencia de prensa su intención de convocar a un referéndum obligatorio y vinculante, en el que se definiría su continuidad en el cargo. El Art. 67 de la Constitución de la Ciudad de Buenos Aires pide que sea el electorado el que reclame la revocación del mandato, con el 20 % de las firmas del padrón electoral (aproximadamente 520 mil firmas), no obstante lo cual Ibarra hizo una presentación ante la Justicia para que se obvie este paso. Finalmente, la presentación fue rechazada,
tras lo cual algunas agrupaciones oficialistas comenzaron a juntar las firmas para que la votación se pueda llevar a cabo. Finalmente no se consiguieron las firmas y la consulta nunca fue realizada.

### Juicio político

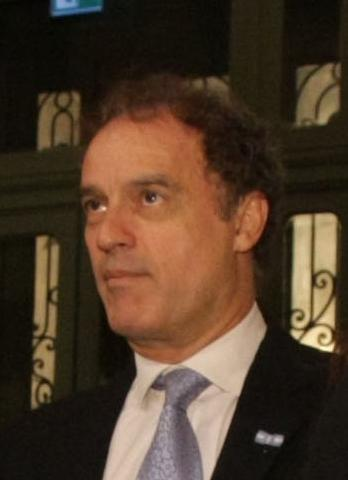
Aníbal Ibarra fue señalado por los familiares de las víctimas como uno de los mayores responsables de la tragedia.

La Legislatura debía decidir si le iniciaba juicio político al Jefe de Gobierno. El mecanismo de enjuiciamiento es el siguiente: cada dos años la Legislatura se divide por sorteo en una Sala Acusadora, cuya función es la de determinar si se realiza el juicio político, y una Sala de Juzgamiento, que es la encargada de determinar si corresponde la destitución del funcionario.
La Sala Acusadora está compuesta por el 75 % de los legisladores y la Sala de Juzgamiento por el 25 % restante, siempre respetando la proporcionalidad de los partidos.
La sala acusadora debe nombrar en la primera sesión del año una comisión investigadora que analiza los hechos, garantizando la defensa del acusado.
Si en la sala acusadora se obtienen los votos favorables de los dos tercios de sus miembros, se da curso a la acusación y se suspende al funcionario en sus funciones sin goce de haberes. Luego el debate pasa a la Sala de Juzgamiento, que si consigue el voto favorable de los dos tercios de sus miembros destituye al funcionario y puede inhabilitarlo para desempeñar cargos públicos por 10 años.

#### Sala Acusadora
El 14 de noviembre de 2005 la sala acusadora de la Legislatura de la Ciudad de Buenos Aires realizó la votación para llevar a juicio político a Aníbal Ibarra. Se había intentado realizar la votación el 10 de noviembre, pero incidentes causados por algunos familiares de las víctimas produjo que los legisladores del Frente para la Victoria se retiraran de la sesión. Debido a esto se limitó la entrada a solo 10 familiares, lo que despertó el malestar de las diferentes agrupaciones.
La sala acusadora ese día estaba compuesta por 43 legisladores, ya que dos se encontraban ausentes. Con 30 votos a favor, 7 en contra y 6 abstenciones la sala aprobó el juicio político
y Aníbal Ibarra fue suspendido en su cargo, siendo reemplazado por el Vicejefe de Gobierno Jorge Telerman.
| Votación | Votación | Votación | Votación                                                                |
| A favor del juicio | En contra del juicio | Abstenciones | Ausentes                                                                |
| --- | --- | --- | ----------------------------------------------------------------------- |
| Frente Compromiso para el Cambio: Santiago de Estrada, Marcelo Godoy, Gabriela Michetti, Martín Borrelli, Marcos Peña, María Soledad Acuña, Rodrigo Herrera Bravo. Juntos por Buenos Aires: Diego Santilli, Jorge Enríquez, Juan Carlos Lynch, Álvaro González, Mario Morando, Dora Mouzo. Bloque unipersonal: Eduardo Lorenzo Borocotó Frente para la Victoria: Juan Farías Gómez. Confluencia: Ariel Schifrin, Milcíades Peña. Recrear: Jorge San Martino, Carlos Araujo. Bloque del Sur: Daniel Betti, Sergio Molina. ARI: Fernando Melillo, Juan Manuel Velasco, Fernando Cantero. Cambiemos Buenos Aires: Sandra Bergenfeld. Salvador Mazza: Graciela Scorzo. Movimiento para un Pueblo Libre: Rubén Devoto, Tomás Devoto. Plural: María Eugenia Estenssoro. Autodeterminación y Libertad: Noemí Oliveto. | Partido de la Ciudad: Jorge Giorno, Julio De Giovanni. Cambiemos Buenos Aires: Jorge Mercado. Frente Grande: Alicia Caruso, Sandra Dosch. Columna Social: Mirta Onega. UCR: Roberto Vázquez. | Frente para la Victoria: Diego Kravetz, Miguel Talento, Ana Suppa, Claudio Ferreño, Silvia La Ruffa y Mónica Bianchi. | Frente para la Victoria: Marta Talotti Partido Socialista: Roy Cortina. |

#### Sala de juzgamiento

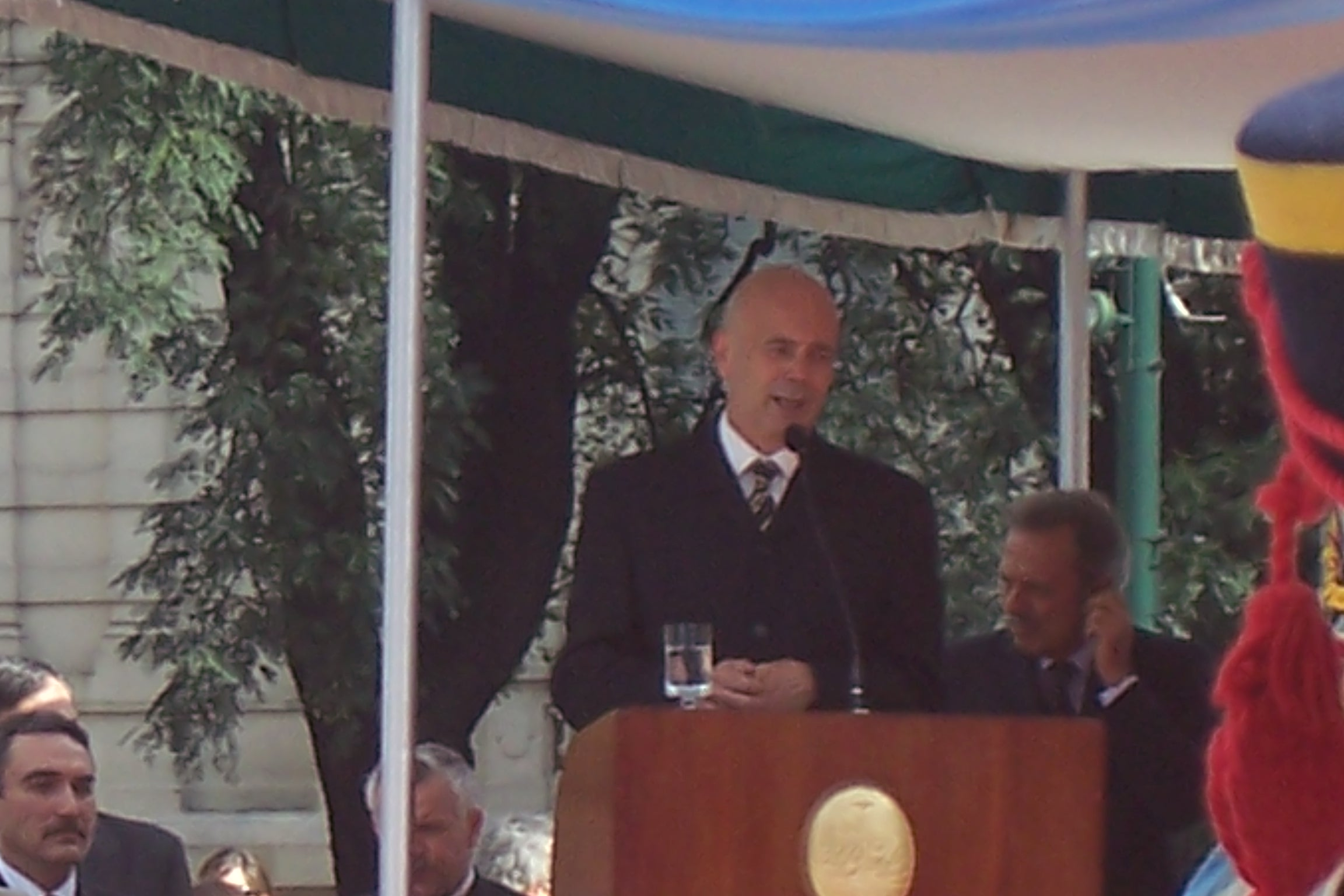
Tras la destitución de Ibarra, Jorge Telerman asumió la Jefatura de Gobierno.

Cuando la sala acusadora falló se inició un debate sobre la conformación de la sala de juzgamiento. El 23 de octubre hubo elecciones legislativas en Buenos Aires, por lo que la conformación partidaria de la Legislatura cambió, al igual que la conformación de la sala de juzgamiento. Como los nuevos legisladores asumían en sus cargos el 10 de diciembre, el debate era si la sala debía permanecer formada por los legisladores que dejaban sus cargos o si debían ser reemplazados por los que asumían. Una sala formada por los antiguos legisladores era favorable al suspendido Jefe de Gobierno, ya que sus aliados políticos no habían obtenido un buen resultado en las últimas elecciones y con el cambio habría más opositores. Como el art. 93.º de la Constitución de la Ciudad de Buenos Aires establece que cada dos años deben formarse las salas
y el art. 4.º considera nulos los actos de quienes prolonguen funciones,
la intención de que permanecieran los legisladores salientes no prosperó.
La sala de juzgamiento tenía cuatro meses para fallar, y si no lo hacía en ese lapso Ibarra sería absuelto.
La sala estuvo conformada por 15 Legisladores y presidida por el presidente del Tribunal Superior de Justicia de la Ciudad de Buenos Aires, Julio Maier. Además actuaron a modo de Fiscales tres diputados miembros de la sala Acusadora y elegidos por sus pares. Estos fueron Jorge San Martino, Jorge Enríquez y Rubén Devoto.
La defensa del suspendido Jefe de Gobierno se encontraba a cargo de Julio César Strassera, quien llegó a ser agredido por padres de las víctimas durante una inspección ocular del local incendiado.
El 16 de febrero de 2006 el legislador Gerardo Romagnoli renunció a integrar la Sala Juzgadora porque, según sus declaraciones, el Juicio Político está distrayendo la posibilidad de conocer la verdad acerca de las responsabilidades políticas, y acusó a la Legislatura de autoexcluirse de ser investigada.
La salida del legislador porteño iba a complicar las posibilidades de remover del cargo al suspendido Jefe de Gobierno Aníbal Ibarra, ya que Romagnoli había expresado su intención de votar por la destitución. Por esta razón algunos diputados porteños y padres de las víctimas sospecharon de un cobro de soborno por parte del renunciante,
sospecha que no fue demostrada.
Sin embargo, la Sala Juzgadora no aceptó la renuncia y Gerardo Romagnoli continuó en la Sala Juzgadora hasta la finalización del juicio.
El 7 de marzo de 2006, finalizó el Juicio Político contra Aníbal Ibarra. La Sala Juzgadora de la Legislatura lo destituyó de su cargo, pero no hubo consenso para inhabilitarlo por 10 años. La votación se produjo con 10 votos a favor, 4 en contra y una abstención; exactamente los dos tercios necesarios para la destitución.
El cargo de Jefe de Gobierno fue ocupado en forma definitiva por Jorge Telerman.
| Votación | Votación | Votación                                |
| Por la destitución | Por la absolución | Abstenciones                            |
| --- | --- | --------------------------------------- |
| Daniel Amoroso (Juntos por Buenos Aires), Héctor Bidonde (Bloque del Sur), Roberto Destéfano (Frente Compromiso para el Cambio), Facundo Di Filippo (ARI), Silvia Majdalani (Juntos por Buenos Aires), Marcelo Meis (Recrear), Florencia Polimeni (Guardapolvos Blancos), Helio Rebot (Frente para la Victoria), Gerardo Romagnoli (Autodeterminación y Libertad), Guillermo Smith (ARI). | Beatriz Baltroc (Autonomía Popular), Sebastián Gramajo (Frente para la Victoria), Norberto La Porta (Socialista), Laura Moresi (Frente Grande). | Elvio Vitali (Frente para la Victoria). |

### Cierre de la calle Bartolomé Mitre (2004-2012)

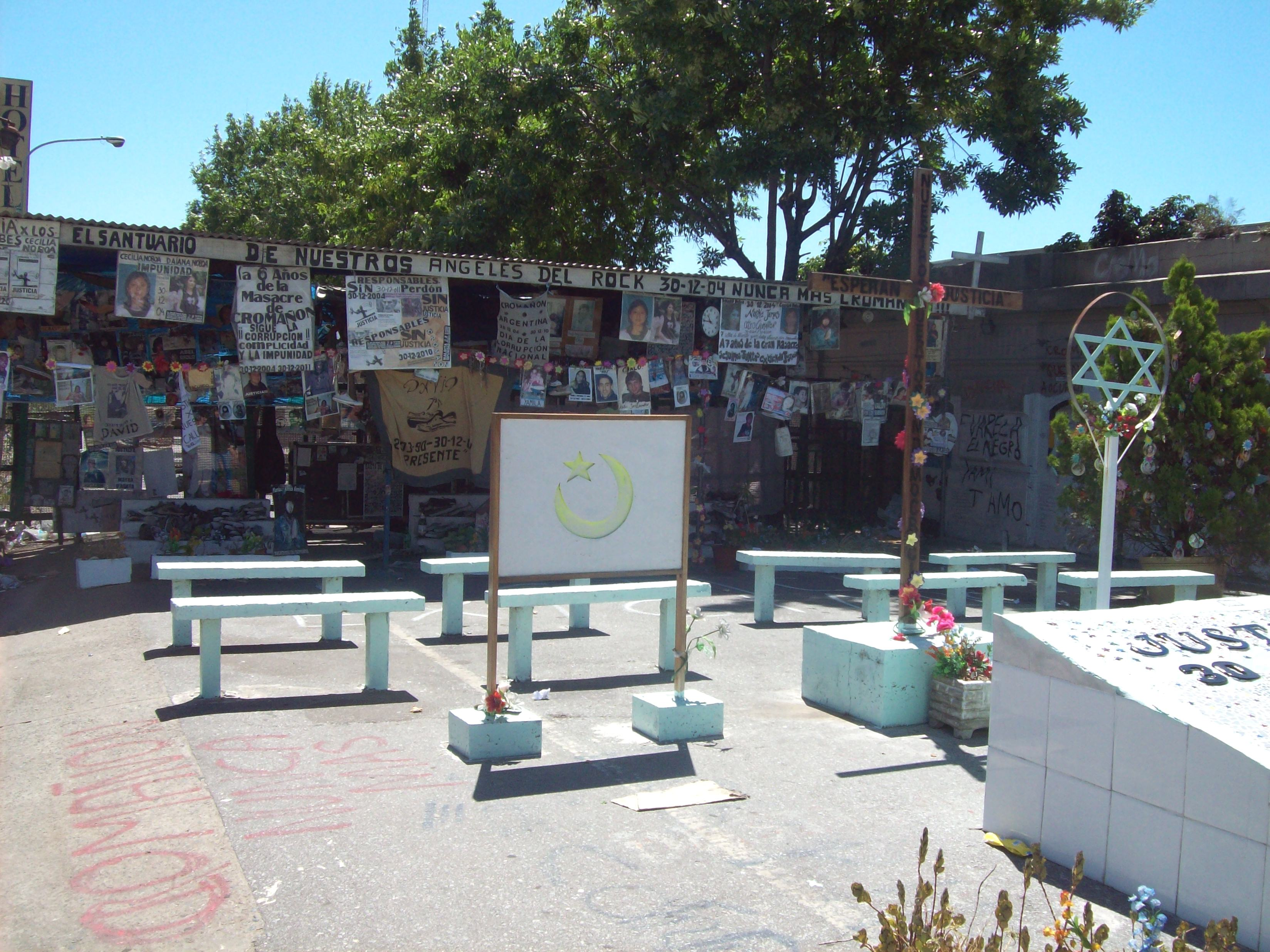
Un sector de la calle Mitre fue convertida en un santuario, llamado "plaza de la memoria".

Luego del incendio, la calle Bartolomé Mitre, en la cual se encontraba el local fue cerrada al tránsito vehicular
por orden judicial.
En una esquina se colocó un monumento que recuerda a las víctimas con fotos y ofrendas, y en el terreno adyacente a la estación de tren se inauguró una plazoleta con placas y otros elementos.
Durante varios años la calle continuó cerrada. Dicha medida afecto no solamente al tránsito automotor sino también a varias líneas de colectivos que pasaban por dicha calle y debían realizar un rodeo de varias cuadras.
La zona, junto a la Plaza Miserere y cercana al centro de la ciudad, atrae un tránsito vehicular muy numeroso. Entre las afectadas y las que pasan por la zona se contabilizan unas 30 líneas de colectivos en el lugar.
Debido a esta situación, varios comerciantes del lugar reclamaron la reapertura al tránsito de dicha calle, presentando quejas por el ruido y las vibraciones provocadas por los colectivos que afectan a las edificaciones antiguas.
En diciembre de 2009 el Gobierno de la Ciudad de Buenos Aires informó que existió un proyecto para la apertura de la calle.
La reapertura de la calle fue un tema sensible porque hubo padres de víctimas de este desastre que se opusieron a que vuelvan a circular vehículos por allí.
La Tragedia de Once del 22 de febrero de 2012 dejó en evidencia la necesidad de que se reabriera la calle Bartolomé Mitre: los escuadrones de bomberos y médicos debieron hacer rodeos que costaron minutos de tiempo valioso en la carrera contrarreloj para rescatar a las víctimas atrapadas en el tren. A partir de ese episodio se aceleraron las conversaciones para reabrir Mitre.
El 13 de marzo de 2012, luego de que el Gobierno de la Ciudad de Buenos Aires llegara a un acuerdo con las familias de las víctimas de Cromañón, se reabre la calle Bartolomé Mitre.
El acuerdo consistía en conservar la calle como peatonal, construir una calle paralela donde pueda circular el tránsito conservando un santuario y respetando la memoria de las víctimas.

### Impacto en la sociedad

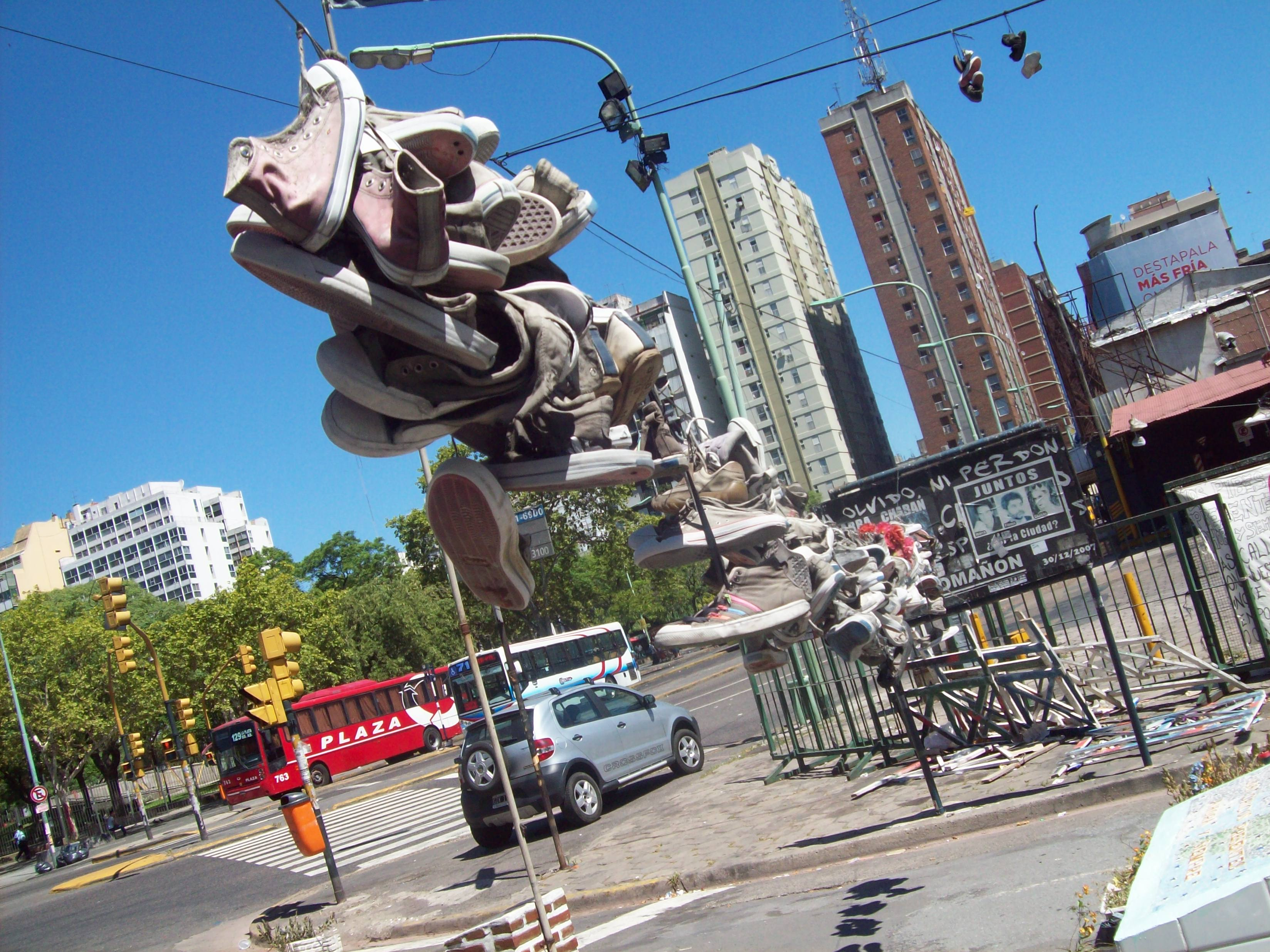
Las zapatillas colgadas se convirtieron en un ícono de la tragedia.

La tragedia de Cromañón provocó un fuerte impacto en toda la sociedad argentina, pasó a ser el tema omnipresente en los medios de comunicación, generó debates acerca del grado de culpabilidad de los involucrados, puso el foco en la infraestructura de eventos con asistencia de público, así como en las irregularidades y la corrupción presente, y generó una profunda autocrítica acerca de las prácticas que hasta ese momento se alentaban en el rock —especialmente en el género barrial—, como la «cultura del aguante», la futbolización, la búsqueda de juntar el máximo posible de gente y el uso de pirotecnia.[cita requerida]
La revista Rolling Stone Argentina en su edición de febrero de 2005 dedicó una extensa nota, titulada «Pasión, Muerte y Rock & Roll», donde reflexionaba acerca de todos los puntos que fueron surgiendo a través del tiempo en la escena del rock argentino, puntos que silenciosamente y lentamente llevaron a la tragedia de Cromañón:

De pronto nuestra generación, que creció en democracia y aprendió a esperar casi nada de los gobiernos –pero casi todo del rock y su experiencia común, festiva y protectora– se asomó al abismo y descubrió que por encima de ella no había nadie. Y las sensaciones mezcladas de desamparo y furia derivan en reacciones riesgosas: de resistir a las instituciones y alejarlas de nosotros (y elegir como símbolos a los grupos que más las critican) pasamos, primero, a reclamarles un cuidado que (parecía) nunca habíamos querido y, de ahí, a exigir un Estado casi policial. La utopía del rock de vivir "al costado del mundo" se nos prendió fuego: ni el rock que mejor parecía representar esos códigos de solidaridad y pertenencia, ni el empresario rockero que prometía otro modo de concebir el negocio (ahora parece que Chabán es sólo una media sombra, cuando ayer era el modelo del productor contracultural), ni mucho menos el Gobierno de la ciudad con discurso más progresista e integrador pudieron interrumpir esta cadena dramática que empieza con afán de lucro, sigue con irresponsabilidad en los hábitos del público y termina contra unas puertas trabadas. Tuvimos que llegar hasta acá para entender que el control bien implementado no es un principio conservador, sino un derecho popular. (...)

"Estuve en el santuario y vi una frase pintada en la pared que me impactó. Decía: «Basta de robarnos el futuro». Y creo que eso resume todo", dice Eli [guitarrista y cantante de Los Gardelitos], que comparte mucho público con Callejeros. "Porque antes de matar a esos pibes, les robaron la ilusión. Esos pibes buscaban el futuro en la luz de las bengalas. Pero, paradójicamente, murieron asfixiados en la oscuridad. Yo los veo cuando prenden bengalas en los shows de Los Gardelitos y, te digo, sus ojos buscan la fe ahí. Esos pibes saben que no tienen futuro. No les importa si se mueren todos, hoy, mañana o ayer. Por eso, esta catástrofe es generacional. Es el primer gran golpe que sufrimos". (...)

Como bien escribió Mario Wainfeld en Página/12, la catástrofe de Cromañón es una metáfora de la Argentina. Por predecible y, a la vez, inevitable. Inevitable porque sobraban indicios para preverla y, aun así, nadie hizo nada (o al menos lo suficiente) por detenerla. La teníamos ahí, frente a nuestras narices. Inspectores, gobernantes, empresarios, músicos, cronistas, seguidores que se metían las bengalas debajo de las plantillas o entre el pelo para después brillar más que el resto. "No podemos interpretar que para divertirnos tenemos que violar el espacio ajeno... Es una actitud fascista", escribió Ciro Pertusi en una carta abierta poco después del incendio.

No es uno de esos casos en que pueda decirse: Ojalá estas muertes sirvan para algo. No sirven para nada. Pero supongamos, por un momento, que somos capaces de aprender algo del horror. Supongamos que llegamos a comprender que el problema no termina en la bengala, ni en Chabán, ni en Ibarra. Supongamos que este síntoma fatal conjura décadas de deterioro y volvemos a ocuparnos de ciertas cosas como el respeto por la vida y la integridad propia y ajena. Y supongamos que les exigimos el mismo trato a nuestros representantes. Nadie pondría las manos en el fuego porque algo así vaya a suceder; pero lo mínimo que podemos hacer es intentarlo.
Rolling Stone Argentina, febrero de 2005.

El 13 de febrero de 2005 el diario Página/12 publicó un artículo titulado «Cómo vino la mano» donde reunía a escritores y periodistas del rock argentino en un debate profundo acerca de los factores que llevaron a Cromañón:

El ritual: bengalas y banderas

Plotkin: “El ritual empieza con la masificación de Los Redondos, si bien es una broma del destino, porque es una banda que no tenía nada de demagogia. Pero había algo en el discurso del Indio Solari que hablaba de desintegrar esa barrera entre público y artista. Los viajes al interior fueron una consagración de esa liturgia muy fuerte, ahí se veía todo, el sacrificio, lo sacrificial del show de rock, eran peregrinaciones, con pibes pasando hambre, frío, a la intemperie. Y el momento de recompensa era el show y la noción de que ibas a tener un lugar de protagonismo en esa especie de ceremonia”.

D’Addario: “Todas las cosas que ahora vemos como peligrosas hacían a la fiesta del rock. Las veíamos como naturales y Chabán era un chanta simpático. Nadie cuestionó las bengalas. Por miedoso no te acercabas, pero no lo escribías. Y las bandas tampoco lo decían. Era un valor agregado, hacía a la escenografía del show, le daba colorido. (...)

Sánchez: “Las bengalas empezaron con los Redondos, pero no las recuerdo en lugares cerrados con ellos. Yo nunca lo vi mal, excepto cuando fui a ver a Bersuit a Obras y pensé que debía ser medio peligroso. En la revista poníamos en la ficha de técnica cantidad de bengalas y lo veíamos como una cosa pintoresca. Estaba naturalizado. Y nadie lo decía en medios tampoco: nadie dijo ‘qué peligro’. Nunca pensé en más allá de un quemado o que te costara respirar. Era parte del show. También es molesto que digan que está mal que el show se traslade de arriba a abajo, como si eso fuera malo en sí mismo. (...)

La pyme del rock: el negocio de hacer todo solos

Plotkin: “Los recitales que se hacen sin publicidad paga son muy significativos para el público del rock masivo. Si llenan un estadio, la sensación es que son algo real, que está en la calle. La Renga llenó Huracán el año pasado sin un centímetro de aviso en ningún lado. No sé si hay un caso así en el mundo. Muchos asumen el discurso de pyme, de empresa independiente. Hacerse cargo de la seguridad en un punto es la idea de ‘nosotros nos arreglamos solos’. O: ‘Preferimos nuestro descontrol antes que el control represivo de las instituciones y en ese descontrol estamos más seguros’. Esa idea que se fue a la mierda con Cromañón. (...) Quizá lo que se abandonó ahora es la idea de independencia omnipotente. Ni Cromañón era el lugar más contenedor ni Callejeros era el grupo que podía controlar todo. Pero también hay una diferencia generacional. A La Renga le llevó muchos años el crecimiento y fue construyendo un control propio y una estructura empresarial muy grande y fuerte. Callejeros empezó tocando para 2000 y terminó para 15.000 en un año. En ese vértigo ascendente obviamente hubo cosas que se les escaparon de las manos”.

Sánchez: “Los Redondos son los que tienen la idea de moverse por afuera del negocio... y hacer negocio por fuera también. Porque negocio tiene que haber. Se asociaban con empresas para controlar la situación; La Renga también lo hace. Pero hay una confusión de cómo se concibe la producción. Tenés que negociar para seguir creciendo, y con gente que sepa, con profesionales, no con amigos voluntariosos. Lo que le pasó a Callejeros quizá tuvo que ver con una mala concepción de entender el negocio. Si me pongo hijo de puta, diría que la culpa es de Los Redondos. No escribieron el manual de cómo manejar su empresa. Ojalá lo hubieran hecho”.
Página 12, 13 de febrero de 2005.

El problema de las bengalas probaría ser difícil de ser erradicado completamente, y continuaría años más en la escena del rock argentino.[cita requerida] Muy poco después de Cromañón, el 6 de febrero de 2005, en el recital de Las Pelotas en el Cosquín Rock un fan prendió una bengala, lo que motivó que la banda parara el show y obligara al fan a apagarla.
Unos meses después, el 9 de julio de 2005, en el recital de La Renga en el Estadio de Vélez se vieron luces de bengalas, lo que motivó que el cantante, Chizzo, dijera "por respeto a Cromagnon, no hay que prender más bengalas". El 19 de enero de 2007, en el recital de Divididos en la Fiesta Provincial del Mar y del Acampante de El Cóndor (Río Negro), un fan prendió una bengala, lo que provocó que el cantante de la banda, Ricardo Mollo, parara el recital. Una vez apagada la bengala, el show siguió. La banda volvería a tener el mismo episodio el 4 de abril de 2009, en el Quilmes Rock.
Sin embargo, años más tarde, el 30 de abril de 2011, La Renga estaba dando un recital en el Autódromo Roberto Mouras de La Plata cuando uno de los seguidores, Iván Fontán, lanzó una bengala naval que se incrustó en el cuello de otro seguidor, Miguel Ramírez, lo que provocó que Ramírez fuera retirado del recital y enviado al hospital de Melchor Romero, donde murió el 9 de mayo de 2011.
El caso tuvo varias repercusiones. La Renga canceló su show programado para el fin de semana siguiente en Chaco y publicó un decorado negro en su página web en señal de luto.
El gerente del autódromo canceló el show programado para septiembre del Indio Solari,
lo que provocó que el cantante lanzara un comunicado declarando su rechazo hacia las bengalas.
El show del Indio finalmente se hizo el 3 de septiembre en Junín, con un mensaje explícito anti-bengalas en los reportajes, las publicidades y las pantallas del recital.
En cuanto al caso de la muerte de Miguel Ramírez, se definió el 27 de mayo de 2015, cuando Iván Fontán fue condenado a 9 años y medio de prisión.
El caso de la muerte de Miguel Ramírez generó grandes polémicas en el ambiente.
El 12 de mayo de 2011 Página/12 lanzó un artículo titulado "La muerte cerebral del rock", donde relataba y analizaba el caso, y publicaba las visiones de distintos músicos de la escena al respecto del caso, que coincidieron en defender a La Renga.
Distinta fue la visión de la revista La Vaca, que en su artículo "«El aguante» no se aguanta más" criticó duramente a La Renga, a la organización del recital y a todos los que en la escena del rock argentino continuaban haciendo irregularidades:

Y toda reflexión debe empezar por una autocrítica: los periodistas tenemos parte de la culpa por fomentar «la fiesta». Fue tema de debate justamente esta semana (...) en la presentación de la Revista Dale: durante mucho tiempo, los medios reflejamos lo que sucedía abajo del escenario, como si fuera más importante que lo de arriba. Y en buena medida, seguimos haciéndolo. (...)

Es hora de cortarla. De pensar qué hicimos, qué hacemos. De discutir. De seguir pensando y de decidir qué haremos. Tenemos derecho a exigir no ya calidad artística, sino al menos un nivel de show. Con las condiciones adecuadas en el lugar para albergar a la cantidad de gente que corresponda. (...)

La Renga tiene su responsabilidad en la mala organización del recital. Un fan muerto y otros 59.999 que vivieron una odisea inexplicable, insólita y peligrosa por ir a verlos. Debieron caminar 5 kilómetros por el barro y bajo la lluvia para entrar o salir del Autódromo. Debieron esperar durante horas para poder volver a sus casas. Eso no es «tener aguante»: es tolerar cualquier vejamen por parte nuestros ídolos, de aquellos que dicen preocuparse por nosotros y cuidarnos. Y encima, los defendemos ciegamente.

Que se entienda bien: no estoy mezclando a La Renga con la bengala. Pero si La Renga (o cualquier otro) sigue organizando los shows de esta manera, no debiéramos ir más. En algún momento tenemos que decir basta. Nosotros, los periodistas y los espectadores. No podemos seguir aguantando cualquier cosa en el nombre del rock. Así como nos indignamos porque TBA nos trata como caballos para viajar en tren también debiéramos hacerle saber a estas productoras de eventos masivos que no estamos conformes.

El 15 de abril de 2014, cuando se estaba a meses de cumplirse 10 años del incendio de Cromañón, el recuerdo de la tragedia seguía estando bien presente, y el diario Alfil opinó acerca de las prácticas que deberían tomar los organizadores de los recitales, a medida que van pasando de ser para unos pocos asistentes a ser para gigantescas multitudes:

Con antecedentes como los mencionados arriba, cualquier incremento en la cifra de los espectadores de un show, debería ameritar precauciones en proporción directa. No solo por parte de los productores de espectáculos sino, especialmente, de las autoridades encargadas de velar por el bienestar de ese público que, muchas veces obnubilado por su fanatismo, se banca situaciones inaceptables con tal de ver en vivo a sus ídolos.

## Repercusión en elrockargentino
Cromañón fue un evento altamente significativo en la historia del rock argentino, fue del tipo de eventos que marcaron un antes y un después en la evolución del mismo. Tras el incendio, se dio paso a la era post-Cromañón del rock argentino, en la que el peso de la tragedia influyó en las nuevas medidas, tendencias y evolución musical de la escena.[cita requerida]
Se llamó "efecto Cromañón" a la clausura masiva de discotecas
y espacios culturales,
en forma posterior al incendio, que incumplían normas de seguridad. Esta clausura masiva no se produjo solamente en la Ciudad de Buenos Aires, sino también en diversas partes del país.
Tras Cromañón se establecieron nuevos estándares de infraestructura, seguridad, control y capacidad que en un primer momento, al no haber casi ningún espacio que lograra calificar en esos estándares, provocaron los cierres masivos. Inclusive, la onda expansiva de Cromañón se trasladó al ámbito de los actos masivos políticos, y por eso durante los primeros años post-Cromañón hubo controles para que no asistieran más manifestantes que el espacio permitido.
Sin embargo, la intención de las autoridades de mejorar la seguridad de los espectadores afectó los circuitos artísticos independientes. Esto produjo el reclamo de diversas asociaciones de artistas, que incluían desde la apertura de nuevos lugares para trabajar
hasta la elaboración de una nueva normativa por considerar obsoleta la actual.
El cierre masivo de bares y discotecas en la ciudad de Buenos Aires fue una tendencia que tardó literalmente años en revertirse: recién en 2007 se promulgó una nueva ley que establecía nuevas normas para la actividad de locales con presentaciones de bandas, bajo la figura legal de "club de cultura".
Años más tarde, el cantante Walas de Massacre opinó sus quejas hacia la forma en que se manejaron los cierres masivos post-Cromañón, y el estado en que quedó la escena:

Tiempo antes de Cromañón, el rock era un espacio de arte y de cultura, patrimonio de los propios artistas y su gente. Al día siguiente de la tragedia, el rock argentino se convirtió en un mero entretenimiento para la clase media, en un negocio hiperreglamentado, controlado y monopolizado por empresarios y funcionarios de turno. Una doble tragedia.
Walas, 12 de mayo de 2011.

La escena se adaptó de diferentes maneras para sortear el obstáculo de no poder tocar en la capital. Algunos recurrieron a tocar en las localidades cercanas, donde las normativas legales eran distintas que en capital; ejemplo fue el caso de la Fundación Konex, que en febrero de 2005 trasladó sus habituales recitales veraniegos al pueblo de Carlos Keen, del partido de Luján.
La mayoría de las bandas chicas y emergentes también usaron recursos de este tipo, tocando en el circuito de locales del conurbano bonaerense.
Frente al cierre de los pequeños locales, se fortaleció el recurso de los festivales al aire libre, una tendencia que ya venía creciendo desde el primer Cosquín Rock de 2001 y que se aceleró aún más tras Cromañón. En los años siguientes se asentó en la escena argentina una programación de festivales a lo largo del año: Cosquín Rock, Quilmes Rock, Pepsi Music y Personal Fest.
En cuanto a la evolución musical del rock argentino, tras Cromañón se produjo un retroceso en el apoyo al género del rock barrial,
que comenzó a sufrir una demonización en los medios, deslegitimación de sus causas, y cierto rechazo en parte de la sociedad. Según el diario Página 12 sobre el estado del rock barrial a fines de los años 2000:

Cromañón le arrancó la inocencia y expuso todo su potencial peligroso. Lo convirtió en un factor maléfico, en un profanador de cunas sobre las que lloran aquellos padres dueños de un dolor en eterna procesión.
Página 12, 31 de diciembre de 2009

No obstante, la caída del rock barrial no fue abrupta sino que fue lenta y paulatina en los años siguientes a Cromañón. Tal vez por la inercia con que las bandas de rock barrial venían grabando y tocando desde años anteriores, tal vez por compromisos previos del mercado discográfico, tal vez por la fidelidad y pasión símil-futbolera de los seguidores de las bandas de rock barrial, tal vez por la lentitud en cambiar hábitos preexistentes que ya existían en la sociedad desde larga data, lo cierto es que en los primeros años luego de Cromañón las bandas de rock barrial continuaron teniendo buena actividad, participando en festivales, lanzando álbumes, contando con buena adhesión de público y buen respaldo del mercado discográfico.
Hacia fines de la década de 2000 las bandas del rock barrial aún continuaban siendo partícipes relevantes en la escena, el diario Página 12 decía: "un rock barrial que sigue vigente pese a los embates del tiempo, aunque bajo condiciones cada vez más severas y excluyentes".
De hecho, Callejeros tuvo un aumento en su difusión en las radios tras la tragedia (sus canciones «Una nueva noche fría» y «Prohibido» rotaron fuertemente en los meses siguientes), continuaron haciendo shows (aunque cada vez con más obstáculos) e incluso el 11 de mayo de 2006 lanzaron su álbum Señales a un precio equivalente a 15 dólares, un 29 % más caro que lo entonces habitual, y sin embargo el álbum se agotó rápidamente.
Así pues, la caída del rock barrial se fue dando lentamente, con distintos eventos que fueron sucediéndose en los años siguientes a Cromañón, especialmente las separaciones de fines de los 2000 y principios de los 2010 (Jóvenes Pordioseros en 2008, Los Piojos y Bersuit Vergarabat en 2009, Callejeros en 2010, Ratones Paranoicos en 2011).
Como contrapartida a la baja del rock barrial, se revitalizaron los otros géneros en la escena argentina: el pop rock (con bandas como Babasónicos, Miranda!, Airbag, Nermkids, Azafata y Los Látigos, más solistas como Gustavo Cerati, Fito Páez y Coti), el rock alternativo (con bandas como Catupecu Machu, Árbol, Massacre, El Otro Yo, y Él Mató a un Policía Motorizado), el reggae y ska (con bandas como Los Pericos, Los Cafres, Los Auténticos Decadentes, Nonpalidece, Karamelo Santo y Los Caligaris más solistas como Fidel Nadal y Dread Mar-I), el punk (con bandas como Attaque 77, Dos Minutos, Expulsados, Cadena Perpetua y Smitten), y el heavy metal (con bandas como Rata Blanca, Almafuerte, D-mente y Carajo).
Influyó en la revitalización de dichos géneros que se intensificaran las visitas de artistas internacionales, una tendencia que en realidad era previa a Cromañón. Por ejemplo, ya en enero de 2004 habían sido retomadas, cuando en la cancha de Vélez tocó Iron Maiden con Horcas y O'Connor como teloneros.
Las visitas internacionales siempre fueron un factor de peso para el crecimiento del rock argentino, desde sus inicios en los años '50, cuando Bill Haley & His Comets tocó en el Teatro Metropolitan el 7 de mayo de 1958,
ya que aparte de la oportunidad de ver a artistas internacionales, les daban a las bandas locales la oportunidad de difundirse a través de ser teloneras: por ejemplo, en el mencionado recital de Bill Haley, tocó de telonera la banda de Eddie Pequenino, Mr. Roll y sus Rockers.
Tanto el aumento de popularidad de los géneros como el aumento de las visitas de artistas internacionales influyó para que, en los años siguientes a Cromañón, en el ámbito de las tribus urbanas aumentaran en popularidad otras tribus aparte de los rolingas, como los floggers, metaleros, punks, skinheads, rastafaris, emos, darks, rockabillies, reguetoneros, chetos y cumbieros.
Las bandas de rock barrial que sobrevivieron a la baja del género lo hicieron manteniéndose unidas, continuando con las giras y grabaciones, y apelando a los mensajes políticos, sociales y contraculturales que encontraron buena respuesta en los simpatizantes del kirchnerismo. Así fue como en la era post Cromañón sobrevivieron bandas del rock barrial como La Renga, La Mancha de Rolando, Las Pastillas del Abuelo, Los Gardelitos, La 25, El Bordo, Salta La Banca y La Beriso, además tuvieron buena respuesta los proyectos solistas del Indio Solari, Gustavo Cordera, Ciro Martínez y Juanse.

### Homenajes
- En 2015, la estación Once de la línea H del Subte pasó a llamarse ―en homenaje a las víctimas― Once - 30 de Diciembre.
- En octubre de 2022, el presidente Alberto Fernández expropió el complejo donde situaba el boliche incendiado el 30 de diciembre para transformarlo en un homenaje y recuerdo llamado Espacio de la Memoria.[165]
- En noviembre de 2024 se estrenó la serie Cromañón en Amazon Prime, donde sigue la vida de un grupo de amigos antes, durante y luego de la tragedia.

### Sencillos en referencias a la Tragedia de Cromañón
- 2005: «Un minuto», compuesta por León Gieco, en justificación a los integrantes de Callejeros como inocentes.
- 2006: «Frente al río», compuesta por Pato Fontanet, dedicado a Mariana Sirota, quien era su novia y falleció en la tragedia.
- 2006: «Día a día», compuesta por Maximiliano Djerfy, dedicado a sus familiares fallecidos en la tragedia.
- 2007: «Cromañón», interpretada y compuesta por Las Manos de Filippi, dedicado a familiares y culpando al sistema político.
- 2007: «Doscientas almas», interpretada y compuesta por La Beriso, dedicado a los familiares y las víctimas.
- 2008: «Que nunca se repita», compuesta por Santiago Aysine, sobreviviente de la tragedia y líder de Salta La Banca.
- 2008: «Mezclas raras»,  interpretada y compuesta por Los Gardelitos, Eli Suárez hace referencia a la fatídica noche.
- 2009: «Blues de Cromañón», interpretada y compuesta por El Tri, dedicada a las víctimas y sobrevivientes.[166]